# Tamara Taylor (actrice)
Pour les articles homonymes, voir Tamara Taylor.
Tamara Taylor, née le 27 septembre 1970 à Toronto, est une actrice et mannequin canadienne.
Dans les années 1990, elle se fait remarquer grâce à un rôle régulier dans la série télévisée La Vie à cinq (1996-1997), il s'ensuit de nombreuses apparitions dans diverses séries comme Dawson, Providence, Demain à la une ainsi qu'un second rôle dans le téléfilm Introducing Dorothy Dandridge (1999).  
Dans les années 2000, elle poursuit sur ce rythme d'interventions et se concentre sur le petit écran : elle joue dans la sitcom Pour le meilleur et pour le pire (2002-2003), apparaît dans Everwood, Six Feet Under, Les Experts : Miami, puis, elle joue dans deux épisodes de Lost : Les Disparus et de NCIS : Enquêtes spéciales avant de jouer dans l'éphémère Sex, Love and Secrets (2005).  
Elle est enfin révélée par son rôle de Camille Saroyan, dans la série télévisée d'anthropologie judiciaire et policière, Bones, qu'elle incarne de 2006 à 2017.
Puis, elle joue dans Altered Carbon (2018) et est l'héroïne d'October Faction (2020). Elle joue également un rôle principal dans la première saison de Law & Order : Organized Crime, le spin-off de New York, Unité Spéciale.

## Biographie

### Enfance et formation
Son père est le guitariste de blues afro-canadien, Vaughan Grouse et sa mère est une canadienne d'origine écossaise.
Elle quitte le lycée pour entamer une carrière dans le mannequinat et voyager à travers le monde, sa mère appuyant sa décision. 

### Carrière

#### Débuts, alternance cinéma et télévision
Après une carrière de mannequin, elle débute comme actrice, en 1991, avec des apparitions dans plus d'une vingtaine de séries TV pour un ou deux épisodes. Elle décroche ensuite son premier rôle récurrent en 1996 dans La Vie à cinq pendant 16 épisodes, puis en 2000 dans la série City of Angels pour 13 épisodes. 
Tout au long de sa carrière, l'actrice a multiplié les interventions sur le petit écran dans des séries installées comme NCIS : Enquêtes spéciales (NCIS), Numb3rs, Les Experts : Miami (CSI: Miami), FBI : Portés disparus (Without a Trace) et Dawson (Dawson's Creek). 
Après des petits rôles au cinéma, notamment dans la comédie Supersens (1998) mettant en vedette Marlon Wayans, elle joue un rôle plus important, celui de Debrah Simmons dans la comédie romantique Madea, grand-mère justicière écrit et interprété par Tyler Perry. Cette comédie dramatique est sortie dans les salles américaines le 25 février 2005, mais est restée inédite au cinéma en France. Elle est cependant disponible en DVD. 
Toujours en 2005, Taylor a également eu un petit rôle dans Serenity, le film dénouement de la série télévisée Firefly de Joss Whedon. Grâce à sa participation dans Serenity, Taylor a été en mesure de passer une audition pour un nouveau show avec l'acteur David Boreanaz, qui avait déjà travaillé avec Whedon dans Buffy contre les vampires et Angel.  
Elle est également apparue dans la série télévisée Lost, en tant qu'ancienne petite amie de Michael et mère de Walt. Elle seconde ensuite Denise Richards dans l'éphémère série dramatique Sex, Love and Secrets.

#### Révélation télévisuelle:Bones

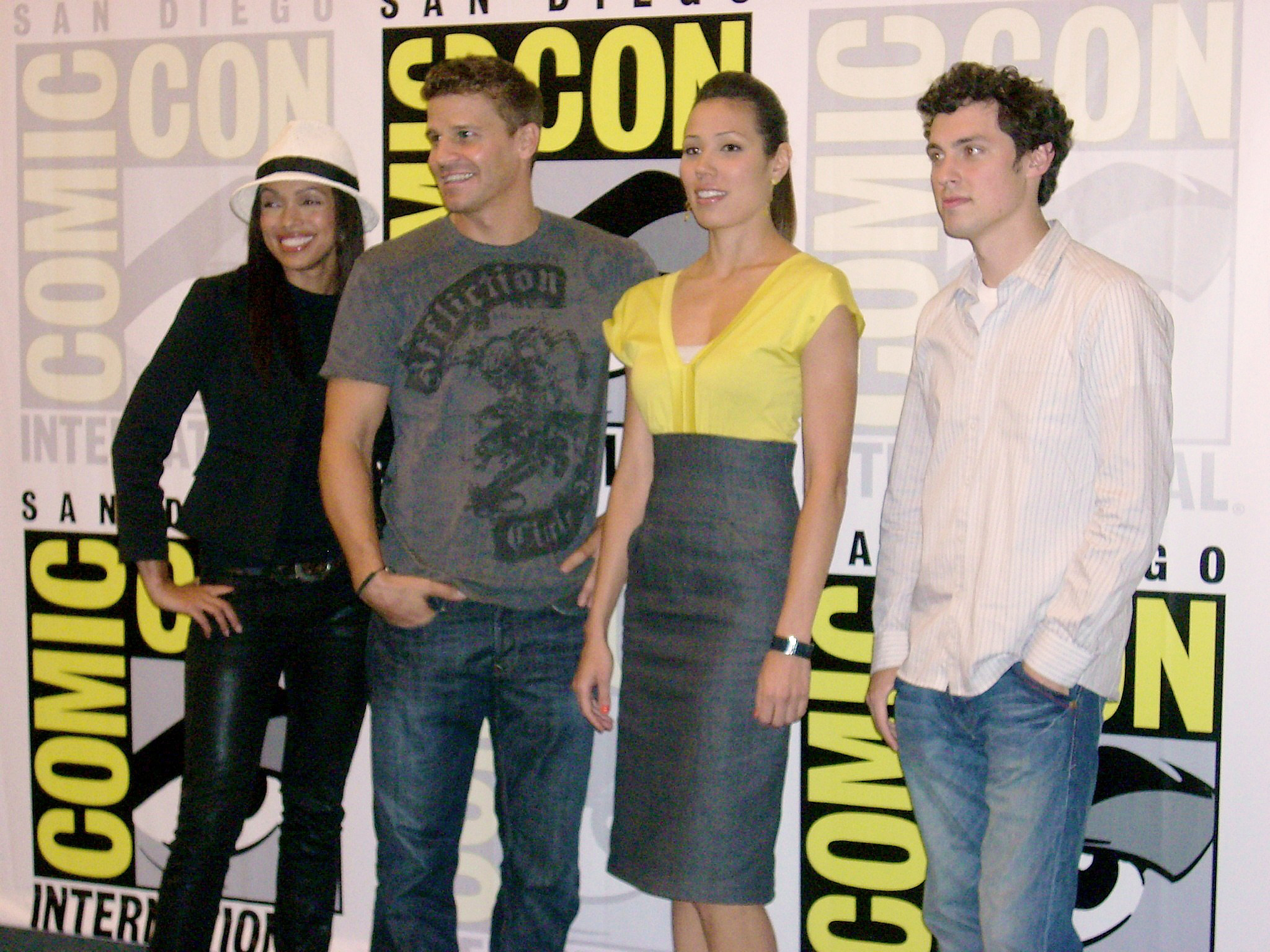
Une partie de la distribution de la série télévisée Bones, lors du Comic-Con 2008. (Tamara Taylor, David Boreanaz, Michaela Conlin et John Francis Daley).

Elle est d’abord apparue dans Bones dans le 1er épisode de la 2e saison en 2006, Le Choc des titans, campant le personnage du Dr Camille Saroyan, Chef de l'unité scientifique. Au cours des six premiers épisodes de la saison, elle a été créditée comme Guest star parce que le créateur et scénariste Hart Hanson avait planifié de la tuer dans le 6e épisode, lorsque Howard Epps (un tueur en série) l’empoisonne, afin de créer davantage de tension et de drame entre les deux personnages principaux.  
Cependant, la réaction du public à "Cam" était si forte que les auteurs lui ont offert une place régulière récurrente dans la série. Ainsi, dans l'épisode 7, Reine de beauté elle a été créditée en tant que personnage principal de la série et est apparue dans la suite de titres. 
Le show suit le quotidien d'une experte en anthropologie judiciaire, Temperance Brennan et son équipe de l'institut Jefferson, qui sont appelés à travailler en collaboration avec le FBI dans le cadre d'enquêtes criminelles, lorsque les méthodes classiques d'identification des corps ont échoué. La série est un succès critique et public. Elle est notamment citée pour deux Primetime Emmy Awards et récompensée lors de cérémonies de remises de prix.  

#### Rôles réguliers

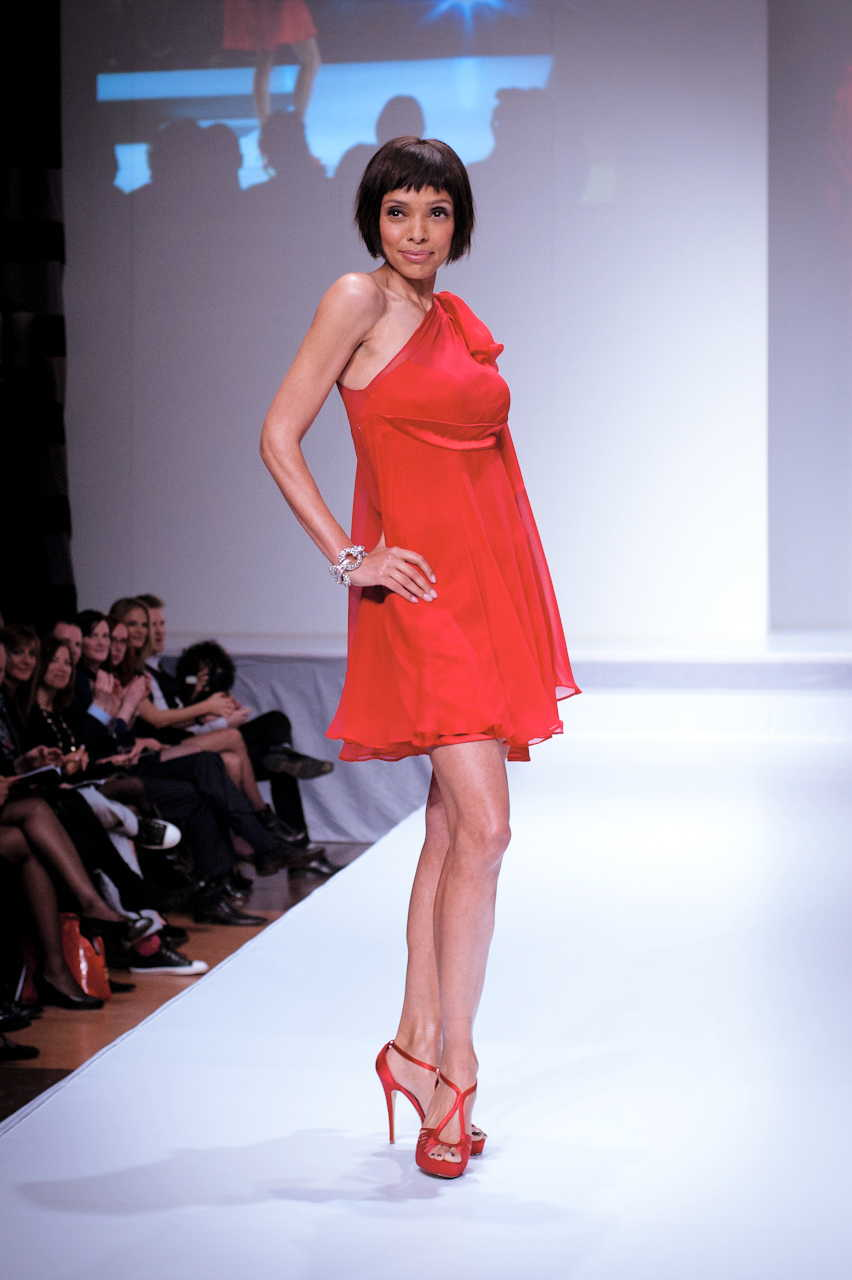
Lors du défilé The Heart Truth - Fashion Show, en 2012.

Parallèlement à son engagement dans la série, l'actrice joue quelques rôles. D'abord l'un des rôles principaux de la comédie Gordon Glass, aux côtés d'Omar Benson Miller et Jason Earles, en 2007, puis, elle retrouve son partenaire de jeu Thomas Joseph Thyne, dans le drame Shuffle, sorti en 2011.   
En 2014, elle est l'une des actrices les mieux payée à la télévision.  
En 2015, elle joue pour la télévision avec le téléfilm Nounou malgré elle et elle participe à la comédie romantique indépendante Ana Maria in Novela Land avec Edy Ganem. Cette même année, elle prête sa voix au personnage de Wonder Woman, dans le film d'animation La Ligue des justiciers : Dieux et Monstres.  
Après douze ans de diffusion, témoignant de la fidélité du public et de l'engouement suscité, la série Bones est arrêtée à l'issue de la douzième saison, en 2017, l'année ou l'actrice joue dans le drame indépendant August Falls avec Fairuza Balk et Charles Baker, après avoir porté le court métrage Sunday aux côtés de Jason George.  
En 2018, elle accepte un rôle récurrent dans la série télévisée de science-fiction Altered Carbon, diffusée sur la plateforme Netflix. L'année suivante, toujours en collaboration avec la plateforme, elle signe, cette fois-ci, pour l'un des premiers rôles d'une série télévisée du même genre, October Faction,. Cependant, la série est annulée au bout d'une seule saison.  
En 2021, elle interprète le rôle d'Angela Wheatley dans Law & Order : Organized Crime aux côtés de Christopher Meloni et Danielle Moné Truitt.  

### Vie privée
En 2006, elle a épousé sur une plage mexicaine l'avocat Miles Cooley. En mai 2012, le couple annonce sa séparation. 
Elle a aussi des liens de parenté avec l'actrice Neve Campbell.

## Filmographie

### Cinéma

#### Longs métrages

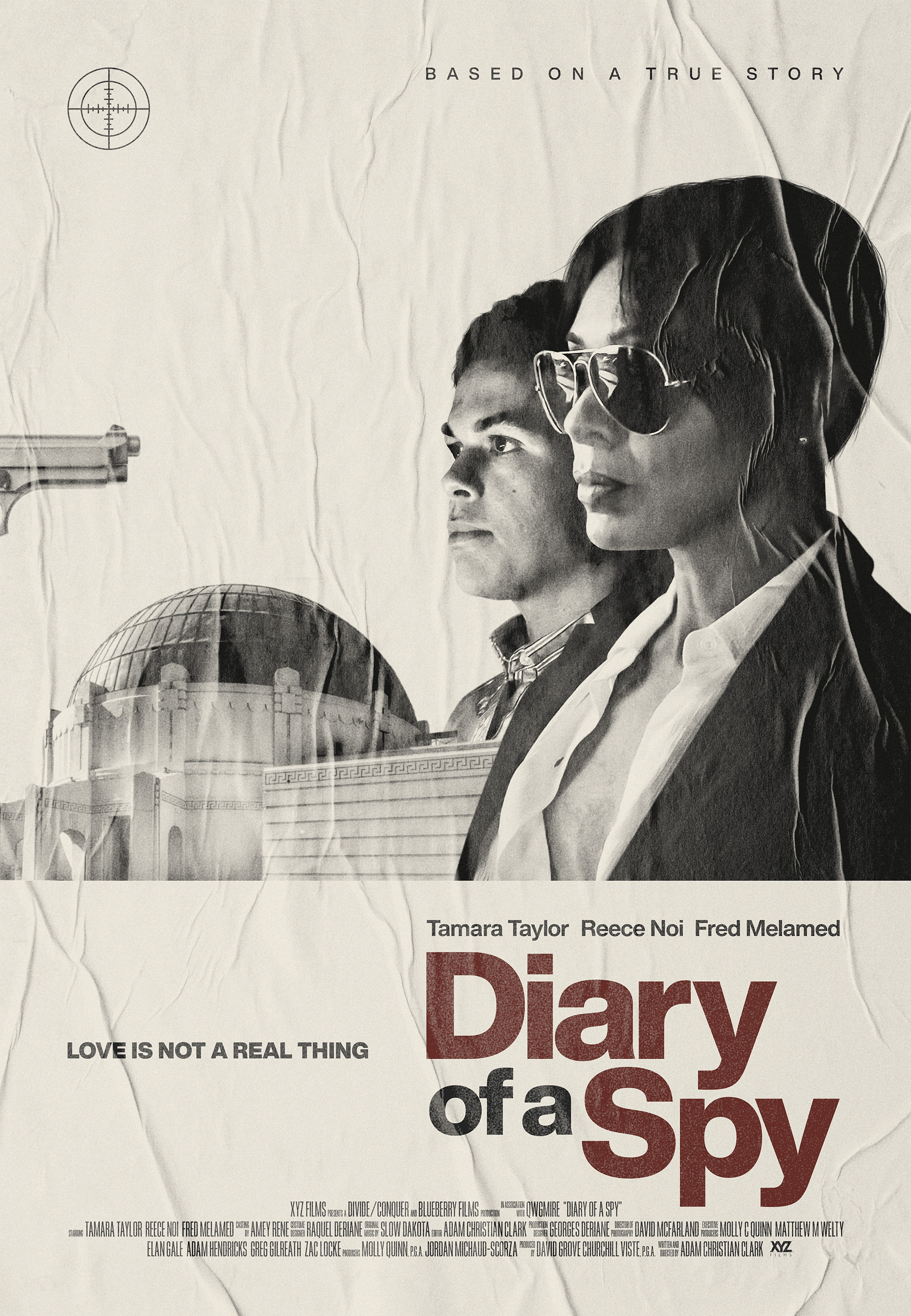
Afiche du film Diary of a Spy d'Adam Christian Clark (2022).

- 1998 : Supersens de Penelope Spheeris : Janice
- 2005 : Serenity de Joss Whedon : Un professeur
- 2005 : Madea, grand-mère justicière (Diary of a Mad Black Woman) de Darren Grant : Debrah
- 2008 : Gordon Glass de Omar Benson Miller : Karen
- 2011 : Shuffle de Kurt Kuenne : Linda
- 2015 : Ana Maria in Novela Land de Georgina Garcia Riedel : Dr. Acevedo-Bechdel
- 2015 : La Ligue des justiciers : Dieux et Monstres de Sam Liu : Wonder Woman / Bekka (voix)
- 2017 : August Falls de Sam Hancock : Mina
- 2019 : #Truth de Charles Murray : Liz Williams
- 2022 : Diary of a Spy (en) d'Adam Christian Clark

#### Court métrage
- 2016 : Sunday de James Savoca : Carole Morgan

### Télévision

#### Téléfilms
- 1999 : Introducing Dorothy Dandridge de Martha Coolidge : Geri Nicholas
- 2001 : One Special Moment de Nelson George : Colby Watson
- 2004 : Thank's God It's Monday d'Andy Cadiff : Trish
- 2015 : Nounou malgré elle de Bradford May : Andrea Moore

#### Séries télévisées
- 1988-1991 : Campus Show (A Different World) : Le rendez vous de Dwayne / Extra (3 épisodes)
- 1992 : Freshman Dorm : Carla (1 épisode)
- 1996-1997 : La Vie à cinq : Grace Wilcox (16 épisodes)
- 1998 : Dawson : Laura Weston (2 épisodes)
- 1999 : Providence : Tracy Doyle (1 épisode)
- 1999 : Demain à la une, : Meredith Armstrong (1 épisode)
- 1999 : Graham's Diner : (pilote non retenu)
- 2000 : City of Angels : Dr. Ana Syphax (13 épisodes)
- 2001 : Born in Brooklyn : (pilote non retenu)
- 2002-2003 : Pour le meilleur et pour le pire : Sarah Timmerman (17 épisodes)
- 2003 : FBI : Portés disparus : Tracy McAllister (1 épisode)
- 2003 : Becker : Dana McCall (1 épisode)
- 2003 : Everwood : Dr. Lence (1 épisode)
- 2003 : Miracles : Dr. Linda Qualey (1 épisode)
- 2004 : Six Feet Under : L'avocat de Roger (1 épisode)
- 2004 : One on One : Judy (1 épisode)
- 2004 : Les Experts : Miami : Professeur Leslie Harrison (1 épisode)
- 2004 : Washington Police : Agent Halpern (1 épisode)
- 2005 : Lost : Susan Lloyd l'ex-femme de Michael dans les flashbacks (2 épisodes)
- 2005 : Sex, Love and Secrets : Nina Spencer (10 épisodes)
- 2005 : Numb3rs : Olivia Rawlings (1 épisode)
- 2005-2006 : NCIS : Enquêtes spéciales : Agent Cassie Yates (2 épisodes)
- 2005 : 3 lbs. : Della (1 épisode)
- 2006-2017 : Bones : Dr Camille Saroyan, le chef de l'unité scientifique (223 épisodes)
- 2014 : Dating in LA and Other Urban Myths : Sadie (4 épisodes)
- 2015 : Justice League: Gods and Monsters Chronicles : Wonder Woman / Bekka (mini-série - voix, 1 épisode)
- 2018 : Altered Carbon : Oumou Prescott (saison 1, 5 épisodes)
- 2020 : October Faction : Deloris Allen (rôle principal, 10 épisodes)
- 2020 : The L Word : Generation Q : Maya (saison 1, épisode 8)
- 2020 : Marvel : Les Agents du SHIELD : Sibyl, prédictrice des Chronicoms (saison 7, 5 épisodes)
- Depuis 2021 : New York, crime organisé (Law & Order: Organized Crime) : Angela Wheatley